# Helenizace

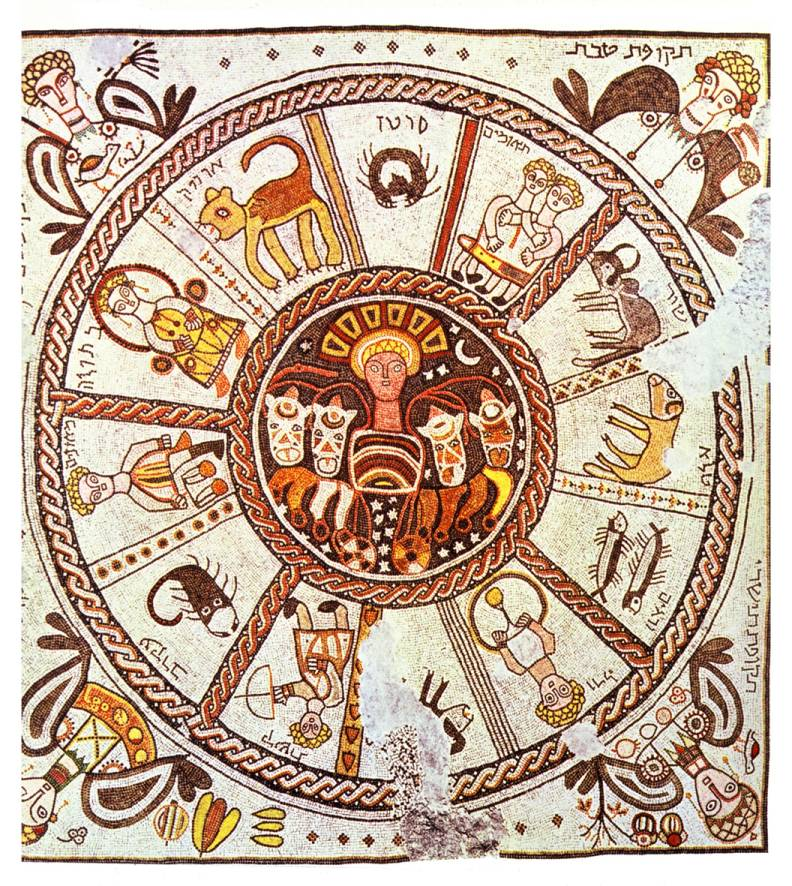
Řecká kultura pronikala i do židovské kultury, až nakonec otupila i zákaz zobrazování živých tvorů

Helenizace je pojem používaný k popsání kulturní změny, při které se něco neřeckého stane řeckým (Antické Řecko). Tento proces může být dobrovolný, nebo může být uplatňován s různou mírou síly.

## Historie
Helénizace započala tažením Alexandra Velikého a rozšířením řečtiny. Výsledkem bylo, že původní řecké prvky se začaly kombinovat s prvky domácích kultur. Výsledek tohoto procesu je znám jako helénismus.